# Gare d'Ekoda
La gare d'Ekoda (江古田駅, Ekoda-eki) est une gare ferroviaire de l'arrondissement de Nerima, à Tokyo au Japon. Elle est exploitée par la compagnie Seibu.

## Situation ferroviaire
La gare d'Ekoda est située au point kilométrique (PK) 4,3 de la ligne Seibu Ikebukuro.

## Historique
La gare d'Ekoda a été inaugurée le 1er novembre 1922.

## Service des voyageurs

### Accueil
La gare dispose d'un bâtiment voyageurs, avec guichets, ouvert tous les jours.

### Desserte
- Ligne Seibu Ikebukuro :
  - voie 1 : direction Tokorozawa et Hannō
  - voie 2 : direction Ikebukuro